# Nordåsvannet
Das Nordåsvannet (oder -vatnet, auch Fjøsangerfjorden) ist der innerste Teil des Grimstadfjordes in der westnorwegischen Stadt Bergen. Trotz seines Namens (norwegisch: vann/vatn = See) handelt es sich um einen Fjordarm von ca. 5 km² Fläche und mit 20 km Küstenlinie, verbunden mit dem Grimstadfjord und weiter mit dem Raunefjord. An seiner tiefsten Stelle vor Bønes erreicht der Fjord eine Tiefe von 87 Metern.

## Lage
Der Fjordarm befindet sich etwa 10 Kilometer südlich des Stadtzentrums von Bergen und trennt die Stadtteile Fyllingsdalen im Norden, Fana im Osten und Süden, und Ytrebygda im Südwesten voneinander. In der Fjøsangerbukt an seinem nördlichen Ende befindet sich die königliche Residenz Gamlehaugen, Edvard und Nina Griegs ehemaliger Wohnsitz Troldhaugen liegt am westlichen Ufer.
Die Verbindung durch den Nordåsstraumen bei Straume mit den äußeren Fjorden ist schmal und besteht aus zwei Kanälen mit einer Breite von je 12 m, einer Länge von 30–40 m sowie ca. 3 m Tiefe. Das Fjordsystem umfasst auch das Sælevatnet, welches über den Kanal Sælenelva verbunden ist, so dass die Gezeiten dieses Gewässer ebenfalls beeinflussen.

## Besonderheiten
Beim Nordåsvannet tritt Tidal Choking auf, das auch vom Saltstraumen bekannt ist und dazu führt, dass sich die Strömungsrichtung im Nordåsstraumen während des Wechsels der Gezeiten umkehrt und die Gezeiten innerhalb des Nordåsvannet verringert und zeitlich verzögert auftreten. Der Tidenhub des Nordåsvannet wird demnach auf ca. 40 % verringert und um ca. zwei Stunden verschoben.